# Parque Arqueológico do Solstício
O Parque Arqueológico do Solstício, popularmente chamado de Stonehenge brasileiro, é um sítio arqueológico de arte rupestre de interesse histórico e turístico, localizado no interior do município de Calçoene, no litoral norte do estado brasileiro do Amapá, e conhecido por abrigar o Observatório Astronômico de Calçoene.

## Círculo megalítico
O sítio, já conhecido pela comunidade científica desde os anos 1950, constitui-se de pelo menos 127 rochas dispostas em formato circular, no topo de uma colina. Supõe-se que tenha sido construído como um antigo observatório astronômico pelos antigos povos indígenas que habitavam a região. O círculo megalítico tem 30 m de diâmetro, com pedras de granito com até 4 m de comprimento. Assemelha-se a um outro círculo megalítico encontrado na Guiana Francesa, cuja datação indica ter mais de 2 000 anos de idade.[carece de fontes?] Provavelmente foi construído há mais de mil anos, e usado por pelo menos 300 anos.
O círculo de Calçoene foi apelidado de "Stonehenge do Amapá", numa referência a Stonehenge, na Inglaterra. As escavações no local, executadas por arqueólogos, estão sendo feitas desde 2006. Baseando-se nas características de fragmentos cerâmicos encontrados nas redondezas do sítio arqueológico, arqueologistas estimam que a idade do mesmo esteja entre 500 e 2 000 anos.
Um dos blocos de pedra do círculo megalítico foi posicionado de maneira que o Sol, durante o solstício de inverno do hemisfério norte, que ocorre em torno do dia 21 de dezembro, fique a pino sobre este, de maneira que sua sombra desapareça.Além disso, o posicionamento desta rocha é tal que a projeção de sombras durante todo o dia é diminuta.É este alinhamento de um dos blocos de rocha com o solstício de dezembro que levou os arqueologistas a acreditar que o local tenha sido no passado um observatório astronômico, e que ao observar o círculo megalítico de Calçoene está na verdade a contemplar os resquícios de uma cultura avançada.

## Contexto Histórico e Arqueológico
O parque é conhecido por abrigar remanescentes de uma civilização que habitou a região antes da chegada dos europeus ao Brasil. Embora o conhecimento sobre essa cultura seja ainda limitado, algumas descobertas arqueológicas indicam que os antigos habitantes da área possuíam uma organização social sofisticada e um profundo conhecimento de astronomia. As estruturas construídas, com grandes blocos de pedra e alinhamentos precisos, sugerem que o local foi utilizado para observações astronômicas e para rituais relacionados ao ciclo solar.
A relação com o solstício é particularmente interessante. O alinhamento das pedras e a disposição de certos elementos arquitetônicos indicam que o local foi projetado para marcar os momentos exatos do solstício de inverno e de verão. Esses eventos astronômicos, que marcam o dia mais curto e o mais longo do ano, eram de grande importância para muitas culturas antigas, pois estavam diretamente ligados a ciclos agrícolas e rituais religiosos. Acredita-se que, no passado, as tribos locais usavam esses conhecimentos para regular suas atividades agrícolas e para a realização de cerimônias espirituais, reforçando a conexão entre o céu e a terra.

## Desafios para a Pesquisa e Conservação
Apesar do grande valor histórico e cultural, o Parque Arqueológico do Solstício ainda enfrenta desafios relacionados à conservação e à pesquisa. O acesso ao local é dificultado pela localização remota e pela falta de infraestrutura, o que torna a exploração arqueológica mais complexa e exige um esforço significativo para proteger as estruturas descobertas. Além disso, a área está localizada em uma região de preservação ambiental, o que implica em cuidados especiais para evitar danos ao ecossistema local enquanto se realiza o trabalho arqueológico.
A falta de conhecimento mais aprofundado sobre a cultura que habitou a região também é um desafio. Embora a arqueologia tenha avançado nas últimas décadas, muitas questões sobre o significado exato das estruturas e o modo de vida desses povos ainda não foram completamente respondidas. Isso exige uma abordagem multidisciplinar que envolva não apenas arqueólogos, mas também astrônomos, historiadores e especialistas em cultura indígena.

## Turismo e Valorização Cultural
Com o crescente interesse por arqueologia e patrimônio cultural, o Parque Arqueológico do Solstício tem se tornado um destino para pesquisadores, turistas e curiosos. A área está sendo trabalhada de forma gradual para se tornar acessível ao público, com programas educativos que abordam tanto a importância histórica do local quanto a necessidade de sua preservação. O turismo, no entanto, deve ser sempre equilibrado com as necessidades de conservação, para que a integridade do sítio seja mantida.
A valorização do Parque Arqueológico do Solstício também tem se mostrado uma importante estratégia para fortalecer a identidade cultural da região e destacar o papel das culturas indígenas na construção do conhecimento humano. Ao mesmo tempo, a preservação do local é fundamental para a proteção do patrimônio arqueológico brasileiro e para a educação de futuras gerações sobre a riqueza da história pré-colonial da Amazônia.
Em resumo, o Parque Arqueológico do Solstício representa um ponto de encontro entre a sabedoria ancestral dos povos indígenas e os avanços da pesquisa científica moderna. Ele é um testemunho do profundo entendimento dos ciclos naturais que essas culturas possuíam e continua sendo um local de grande importância tanto para os estudos acadêmicos quanto para a valorização da história e da cultura da região amazônica.